# Tatjana Zybatow
Tatjana Zybatow (* 20. Januar 1973 in Leipzig) ist eine deutsche Germanistin.

## Leben
Von 1992 bis 1994 studierte sie Germanistik, Anglistik und Russistik an der Universität Leipzig und von 1994 bis 1997 germanistische Linguistik, Anglistik und neuere deutsche Literatur an der Humboldt-Universität (1997 MA in Germanistischer Linguistik). Von 2000 bis 2003 war sie wissenschaftliche Mitarbeiterin im Projekt Semantische Repräsentation und Weltwissen der DFG-Forschergruppe Sprachtheoretische Grundlagen der Kognitionswissenschaft. Sprachliches und konzeptuelles Wissen. Nach der Promotion zur Dr. phil. 2001 in Linguistik, Universität Leipzig (Gutachter: Anita Steube, Veronika Ehrich, Ilse Zimmermann) war sie von 2003 bis 2007 wissenschaftliche Mitarbeiterin im Projekt Ereignisstrukturen der DFG-Forschergruppe Sprachtheoretische Grundlagen der Kognitionswissenschaft. Sprachliches und konzeptuelles Wissen. Von 2007 bis 2010 war sie Lehrkraft für besondere Aufgaben im Bereich Germanistische Linguistik an der Philipps-Universität Marburg am Institut für Germanistische Linguistik. Von 2010 bis 2016 hatte sie die Juniorprofessur für Sprachwissenschaft/Sprachdidaktik an der Universität Flensburg, Institut für Germanistik, inne. Seit 2016 ist sie Professorin für germanistische Sprachwissenschaft.

## Schriften (Auswahl)
- mit Johannes Dölling (Hrsg.): Ereignisstrukturen. Leipzig 2001, OCLC 600718084.
- mit Johannes Dölling und Martin Schäfer (Hrsg.): Event structures in linguistic form and interpretation. Papers presented at the workshop ..., which took place at the University of Leipzig in march 17–19, 2004. Berlin 2008, ISBN 3-11-019066-4.
- mit Ulf Harendarski (Hrsg.): Sprechen, Denken und Empfinden. Berlin 2013, ISBN 978-3-643-12295-7.